# Ладлоу (Вермонт)
Ладлоу (енгл. Ludlow) село је у америчкој савезној држави Вермонт.

## Демографија
По попису из 2010. године број становника је 811, што је 147 (-15,3%) становника мање него 2000. године.
| Група             | 2000.       | 2010.       |
| Белци             | 934 (97,5%) | 773 (95,3%) |
| Афроамериканци    | 3 (0,3%)    | 4 (0,5%)    |
| Азијати           | 4 (0,4%)    | 9 (1,1%)    |
| Хиспаноамериканци | 3 (0,3%)    | 7 (0,9%)    |
| Укупно            | 958         | 811         |